# Song Yoo-hyun
Dans ce nom coréen, le nom de famille, Song, précède le nom personnel.
Pour les articles homonymes, voir Song (homonymie).
Song Yoo-hyun (coréen : 송유현) née le 8 janvier 1983 à Séoul, est une actrice sud-coréenne.

## Biographie

### Jeunesse et formation
Elle est née le 8 janvier 1983. Elle fait du théâtre et du cinéma à l'université nationale des arts de Corée.

### Carrière
Elle est apparue dans des films comme Secret Zoo, Handsome Guys, et séries télévisées Signal, 18 Again. Elle est affiliée à WS Entertainment depuis octobre 2019.

## Filmographie

### Cinéma
- 2020 : Secret Zoo : Femme coréenne d'outre-mer
- 2020 : Deliver Us from Evil : Couple marié coréen
- 2021 : Midnight Silence : Chef de section
- 2024 : Handsome Guys : Religieuse

### Télévision
- 2014 : Emergency Couple
- 2016 : Signal : Kang Se-yeong
- 2017 : School 2017 : Conseiller pédagogique du Collège
- 2019 : Designated Survivor - 60 jours : Kim Eun-joo
- 2019 : Strangers from Hell : Hong
- 2020 : 18 Again : Mi-yeon